# Vitz-sur-Authie
Vitz-sur-Authie település Franciaországban, Somme megyében. Lakosainak száma 135 fő (2022. január 1.). Vitz-sur-Authie Gennes-Ivergny, Le Ponchel, Willencourt, Boufflers, Gueschart és Neuilly-le-Dien községekkel határos.

## Népesség
A település népessége az elmúlt években az alábbi módon változott:
| Lakosok száma | 116  | 123  | 127  | 127  | 128  | 135  | 135  | 135  | 135  |
|               | 2013 | 2015 | 2016 | 2017 | 2018 | 2019 | 2020 | 2021 | 2022 |